# The Adventures of Chuck and Friends
The Adventures of Chuck and Friends är en amerikansk animerad tv-serie. Serien hade premiär i kanalen The Hub i USA 2010. Den har även sänts i Cartoonito och Treehouse TV. Serien handlar om Trucken Chuck och hans vänner på äventyr.

## Figurer
- Chuck - Chuck är en röd liten dumper som har stora drömmar om att bli en racingstjärna.
- Rowdy - Rowdy är en sopbil som är Chucks kompis.
- Handy - Handy är en bärgningsbil som är Chucks kompis.
- Digger - Digger är en grävskopa som är Chucks kompis.
- Biggs - Biggs är en monstertruck som är Chucks kompis.
- Boomer - Boomer är en brandbil som är Chucks kompis.
- Soku - Soku är en bil från Japan som är Chucks kompis.
- Rally - Rally är Chucks storebror som är en racerbil.

Föräldrarna:
- Haulie - Haulie är Chucks mamma som är en gaffeltruck.
- Porter - Porter är Chucks pappa som är en bärningsbil.